# Austroamotura
Austroamotura is een geslacht van vliesvleugeligen uit de familie Torymidae. De wetenschappelijke naam van dit geslacht is voor het eerst geldig gepubliceerd in 1934 door Girault.

## Soorten
Het geslacht Austroamotura is monotypisch en omvat slechts de volgende soort:
- Austroamotura puntatiscutum Girault, 1934